# Xanthoparmelia coneruptens
Xanthoparmelia coneruptens är en lavart som beskrevs av Hale. Xanthoparmelia coneruptens ingår i släktet Xanthoparmelia och familjen Parmeliaceae.   Inga underarter finns listade i Catalogue of Life.